# Corsico
Corsico ist eine Gemeinde mit 34.542 Einwohnern (Stand 31. Dezember 2023) in der Metropolitanstadt Mailand, Region Lombardei.
Die Nachbarorte von Corsico sind Mailand, Cesano Boscone, Trezzano sul Naviglio und Buccinasco.

## Bevölkerungsentwicklung
Corsico zählt 14.698 Privathaushalte. Zwischen 1991 und 2001 fiel die Einwohnerzahl von 37.385 auf 33.273. Dies entspricht einer prozentualen Abnahme von 11,0 %.

## Einwanderung
Am 31. Dezember 2020 lebten in Corsico 5372 nicht-italienische Staatsbürger. Die meisten von diesen stammen aus den folgenden Ländern:
1. Ägypten – 961
2. Rumänien – 787
3. Peru – 403
4. Philippinen – 385
5. Ecuador – 322
6. Sri Lanka – 316
7. Ukraine – 273
8. China – 242
9. Albanien – 241
10. Senegal – 183

## Persönlichkeiten
- Franco Cribiori (* 1939), Radrennfahrer